# Paidiscura orotavensis
Paidiscura orotavensis är en spindelart som först beskrevs av Schmidt 1968.  Paidiscura orotavensis ingår i släktet Paidiscura och familjen klotspindlar. Inga underarter finns listade i Catalogue of Life.